# Challenger de Kigali 2024
El torneo Ruanda Challenger 2024 fue un torneo de tenis perteneció al ATP Challenger Tour 2024 en la categoría Challenger 50. Se trató de la 1.ª edición; el torneo tuvo lugar en la ciudad de Kigali (Ruanda), desde el 26 de febrero hasta el 3 de marzo de 2024 sobre pista de tierra batida al aire libre.

## Jugadores participantes del cuadro de individuales
| Favorito | País                        | Jugador           | Rank1 | Posición en el torneo |
| -------- | --------------------------- | ----------------- | ----- | --------------------- |
| 1        | Bandera vacío               | Ivan Gakhov       | 176   | Primera ronda         |
| 2        | Bandera de Francia          | Clément Tabur     | 216   | Primera ronda         |
| 3        | Bandera de Francia          | Calvin Hemery     | 219   | Cuartos de final      |
| 4        | Bandera de Argentina        | Marco Trungelliti | 220   | FINAL                 |
| 5        | Bandera de Rumania          | Nicholas Ionel    | 262   | Cuartos de final      |
| 6        | Bandera de Zimbabue         | Benjamin Lock     | 350   | Primera ronda         |
| 7        | Bandera de los Países Bajos | Max Houkes        | 353   | Semifinales           |
| 8        | Bandera de Egipto           | Mohamed Safwat    | 364   | Primera ronda         |

- 1 Se ha tomado en cuenta el ranking del 19 de febrero de 2024.

### Otros participantes
Los siguientes jugadores recibieron una invitación (wild card), por lo tanto ingresan directamente al cuadro principal (WC):
- Ernest Habiyambere
- Guy Orly Iradukunda
- Kamil Majchrzak

Los siguientes jugadores ingresan al cuadro principal tras disputar el cuadro clasificatorio (Q):
- Alafia Ayeni
- Lucas Bouquet
- Preston Brown
- Ivan Denisov
- Luca Fantini
- Noah Schachter

## Campeones

### Individual Masculino
- ' Kamil Majchrzak derrotó en la final a  Marco Trungelliti por 6–4, 6–4

### Dobles Masculino
- Max Houkes /  Clément Tabur derrotaron en la final a  Pruchya Isaro /  Christopher Rungkat por 6–3, 7–6(4)